# Archaeometa nephilina
Archaeometidae, Archaeometa
Famille
Genre
Espèce
Archaeometa nephilina, unique représentant du genre Archaeometa et de la famille des Archaeometidae, est une espèce fossile d'opilions.

## Fossiles
Selon Paleobiology Database en 2025, la famille des Archaeometidae a trois collections référencées de fossiles. Ces trois collections sont de l'Emsien inférieur du Dévonien inférieur au Westphalien D du Pennsylvanien supérieur du Carbonifère supérieur, c'est-à-dire datent de 410,62-314,6 Ma avant notre ère .

## Distribution
Cette espèce a été découverte en Angleterre à Coseley, près de Dudley. Elle date du Carbonifère.

## Description
L'holotype mesure 10 mm.

## Publications originales
- Pocock, 1911 : « A monograph of the terrestrial Carboniferous Arachnida of Great Britain. » Monographs of the Palaeontographical Society, no 64, p. 1–84 (texte intégral (en)).
- Petrunkevitch, 1949 : « A study of Palaeozoic Arachnida. » Transactions of the Connecticut Academy of Arts and Sciences, vol. 37, p. 69–315.